# Alec Castonguay
Alec Castonguay (né le 14 décembre 1979 à Laval, QC) est un journaliste canadien.
À l'automne 2021, il est nommé animateur de l'émission radio d'affaires publiques Midi Info sur Ici Radio-Canada Première, une émission pancanadienne parmi les plus écoutée au pays.
De 2011 à 2021, il est chef du bureau politique au magazine L'actualité.
Il est également analyste politique à la télé et à la radio de Radio-Canada.
Alec Castonguay est l'auteur du livre «Le printemps le plus long: au coeur des batailles politiques contre la Covid-19», paru en mars 2021, qui raconte les dessous de la gestion politique de la première vague de la pandémie de Covid-19 au Québec et au Canada, lors de l'hiver et du printemps 2020. Un best seller vendu à plusieurs milliers d'exemplaires publié aux éditions Québec Amérique. Pour raconter les coulisses de la première vague, l'auteur a fait près de 60 entrevues, obtenu des courriels et des documents inédits, et parcouru le terrain, de Québec à Montréal.
Il est aussi l'un des panelistes à l'émission Les Coulisses du Pouvoir sur ICI Radio-Canada Télé. Entre 2018 et le printemps 2021, il a été chroniqueur politique à l'émission radio le 15-18, dans la grande région de Montréal.
Auparavant, il a été journaliste au quotidien Le Devoir pendant 8 ans (2003-2011), d'abord en économie (2003), puis en politique. Il a été correspondant parlementaire à Ottawa de 2004 à 2009.
Il a été chroniqueur à l'émission radio Dutrizac au 98,5 FM de 2008 à 2017, puis chroniqueur à l'émission Drainville PM sur la même station jusqu'à l'été 2018.
Il s'est rendu en Afghanistan pour couvrir le conflit en 2007, 2011 et 2013.
Il est diplômé en communication (journalisme), de la cohorte 2003 de l'Université du Québec à Montréal (UQAM). 
Il est diplômé du cégep de Bois-de-Boulogne en Lettres et communications en 1999. 
Il a fréquenté l'école secondaire Georges-Vanier, à Laval, de 1992 à 1997. 
Il a remporté cinq prix Judith-Jasmin de la Fédération professionnelle des journalistes du Québec (FPJQ), la plus haute récompense journalistique au Québec.
Son plus récent prix Judith-Jasmin, son cinquième, qui en a fait l'un des journalistes ayant reçu le plus souvent cette récompense journalistique de l'histoire de la FPJQ, a été décerné en 2021, pour le reportage politique « Au cœur de la bataille pour sauver le Québec », paru dans le magazine L'actualité en mai 2020.
En 2017, il a remporté le prix Judith-Jasmin dans la catégorie «Opinion» pour son article «Budget Leitao: le mirage des services de qualité pour la petite enfance», paru dans L'actualité. 
En novembre 2014, il s'est mérité, pour une deuxième année consécutive, le Grand Prix Judith-Jasmin de la FPJQ, pour une enquête menée avec Noémi Mercier, aussi journaliste au magazine L'actualité, sur les agressions sexuelles dans les Forces canadiennes: «Le cancer qui ronge l'armée canadienne», paru en avril 2014. Cette enquête s'est vu attribuer en 2015 une mention d'honneur au Prix Michener, le plus prestigieux prix d'enquête journalistique au Canada, ainsi qu'une nomination au Prix Albert-Londres, en Europe. 
Ce texte a provoqué une forte réaction, de sorte que le chef d'état-major de la Défense, le général Tom Lawson, a mandaté une ancienne juge de la Cour suprême du Canada, Marie Deschamps, pour mener une révision indépendante des pratiques des Forces canadiennes en matière de lutte contre les agressions sexuelles et le harcèlement sexuel. Son rapport a validé les conclusions de l'enquête de L'actualité. 
En novembre 2013, il a reçu le Grand Prix Judith-Jasmin de la FPJQ pour son portrait «Jason Kenney, le missionnaire de Harper», paru dans L'actualité.
Il est entre autres récipiendaire du prix Judith-Jasmin, dans la catégorie entrevue ou portrait pour son article intitulé « La guerre de Rick Hillier », paru dans le magazine L'actualité en septembre 2007.
Alec Castonguay a également obtenu le prix média Ross Munroen 2008. Il a remporté des prix aux Grands prix des magazines du Québec en 2008 et 2009. Corécipiendaire en 2007 d'une mention d'honneur aux Prix Justicia.
Il a remporté de nombreuses médailles et mentions pour ses articles aux Prix du magazine canadien.
Il a remporté le prix Jean Paré 2012, remis par l'Association québécoise des éditeurs de magazine (AQEM) au meilleur journaliste magazine de l'année.
En 2016, il a créé une bourse remise annuellement à un étudiant en journalisme de l'UQAM afin d'encourager la relève journalistique qui s'implique dans les médias pendant ses études.